# Honest
〈Honest〉是加拿大歌手贾斯汀·比伯和美國說唱歌手唐·托利弗所合作的單曲，於2022年4月29日由Def Jam唱片公司發行。

## 外部連結
- YouTube上的〈Honest〉官方歌词视频
- YouTube上的〈Honest〉官方音樂錄影帶